# Dehūk
Dehūk (persiska: دهوك, دِهُّك, دِهو, دِهَك) är en ort i Iran.   Den ligger i provinsen Bushehr, i den centrala delen av landet, 800 km söder om huvudstaden Teheran. Dehūk ligger 572 meter över havet och antalet invånare är 168.
Terrängen runt Dehūk är kuperad, och sluttar söderut. Runt Dehūk är det glesbefolkat, med 15 invånare per kvadratkilometer. Närmaste större samhälle är Shanbeh, 12,3 km söder om Dehūk. Omgivningarna runt Dehūk är i huvudsak ett öppet busklandskap.